# Salacia desmoides
Salacia desmoides is een hydroïdpoliep uit de familie Sertulariidae. De poliep komt uit het geslacht Salacia. Salacia desmoides werd in 1902 voor het eerst wetenschappelijk beschreven door Torrey. 